# エリンミ級コルベット
エリンミ級コルベット（英語: Erin'mi-class corvette）は、ナイジェリア海軍 (Nigerian Navy) のコルベットの艦級。イギリスのヴォスパー・ソーニクロフト社のMk.9コルベットの設計を採用している。なお先行するドリナ級（ヴォスパー・ソーニクロフトMk.3）と同様に、各艦の艦名は、ナイジェリアの主要言語で「カバ」を意味している。

## 来歴
イギリスのヴォスパー社 (Vosper & Company) は、旧イギリス植民地を含む開発途上国への艦船輸出事業に乗り出しており、1960年8月には政府から後援を受けるための交渉に着手していた。フリゲート・コルベットとして最初に市場に投入されたヴォスパーMk.1コルベットは、ガーナ海軍 (Ghana Navy) のクロマンツェ級およびリビア海軍「トブルク」として計3隻が建造され、1964年から1966年にかけて順次に就役した。1966年には、ヴォスパー社はソーニクロフト社と合併し、より高速のフリゲートに軸足を移したものの、従来の設計に基づく艦のセールスも継続していた。
一方、ナイジェリア海軍は、自治領時代の1956年、人員200名体制で発足し、1960年には555名体制に拡充された。運用する艦艇は、1965年に旗艦として就役したオランダ製のフリゲート「ナイジェリア」を除けば、独立前後にイギリス海軍から引き渡された艦艇が主体となっていたが、老朽化に伴って更新が必要になっていた。1968年にはヴォスパー・ソーニクロフトMk.3コルベット2隻を発注し、これはドリナ級として1972年より就役を開始した。続いて1975年4月22日には、より大型のMk.9コルベット2隻が発注された。これにより建造されたのが本級である。

## 設計
上記の経緯より、本級はヴォスパー・ソーニクロフトMk.9コルベットの設計を採用している。当時、ヴォスパー・ソーニクロフト社ではMk.5フリゲート（イラン海軍サーム級）、Mk.7フリゲート（リビア海軍ダット・アサワリ）など、ガスタービンエンジンを搭載する高速フリゲートに軸足を移していたが、本級はその前に建造されていたMk.3コルベット（ドリナ級）と同系列で、わずかに拡大した設計となっていた。なお海上公試の成績を踏まえて、艦尾側のボフォース射撃指揮装置に干渉しないよう、1979年には煙突を増高する改修が行われた。なおフィンスタビライザーが装備されている。
主機としてはMTU 20V956 TB92ディーゼルエンジン4基が搭載され、KaMeWa社製の3翼式可変ピッチ・プロペラ2軸を駆動する方式とされた。主機2基で20ノット巡航を維持できる。電源としては、MTU 6V51ディーゼルエンジンを原動機とする出力260キロワットの主発電機3基と、出力109キロワットの非常発電機が搭載された。

## 装備
センサはドリナ級をもとに更新が図られた。レーダーとしては、対空・対水上捜索用にプレッシーAWS-2、目標捕捉・火器管制にWM-24、航法用にラカル-デッカTM-1226を搭載したとされている。またソナーとしては、10キロヘルツ級のプレッシー社PMS-26を搭載した。

### 武器システム
一方、武器システムは全体に強化された。艦砲としては艦首甲板に62口径76mm単装速射砲（76mmコンパット砲）が、機銃としては艦尾側に70口径40mm単装機銃および上部構造物両舷に70口径20mm単装機銃を備えた。
また個艦防空ミサイルも導入されており、艦尾にシーキャットの3連装発射機が搭載された。
更に対潜兵器も導入され、船楼甲板前端部に375mm連装対潜ロケット発射機を装備した。弾薬搭載量は、76mm砲弾750発、対潜ロケット弾24発、個艦防空ミサイル15発とされた。
ただしこれらの装備のほとんどは運用不能に陥ったものとみられている。

## 同型艦

### 一覧表
| #   | 艦名                   | 起工           | 進水          | 就役          |
| --- | ---------------------- | -------------- | ------------- | ------------- |
| F83 | エリンミ NNS Erin'mi   | 1975年10月14日 | 1977年1月20日 | 1980年1月29日 |
| F84 | エニャミリ NNS Enymiri | 1977年2月11日  | 1978年2月9日  | 1980年5月2日  |

### 運用史
1989年までに「エリンミ」の装備のほとんどは運用不能に陥っており、1993年までに出航不能となっていた。その後、1994年から1995年にかけて修理が行われ、1995年12月の演習に参加した。しかし1997年までに再び運用不能となっており、1998年に一度は出港したとの情報もあるが、以後は出航不能となっているものとみられている。
「エニャミリ」は1996年までに修理不能とみられていたが、2000年にラゴスで修理が行われたとみられている。2004年12月22日には機関室で大規模な爆発事故が発生し、1名が死亡、十数名が負傷した。その後修理が行われ、2007年の演習に参加した。